# Teatro de Saint Paul
El teatro de Saint Paul fue un teatro de época isabelina que se ubicaba en un local de la antigua catedral de San Pablo en Londres, bastante cerca del teatro Blackfriars, y estuvo activo de 1575 a 1606.
Sus primeros actores fueron los muchachos del coro y tenían que actuar ante la reina Isabel I y su corte. Destacaban, como es natural, en el canto. Sebastian Westcott fundó la compañía de Paul en la década de 1570, A partir de 1599, se presentó una segunda compañía joven, una vez más en competencia con los Blackfriars, y presentando obras de gran calidad de artistas como Ben Jonson, George Chapman y John Marston. Pero las sátiras políticas de la compañía provocaron la desaprobación oficial y por fin la prohibición total de la compañía de San Pablo en 1606